# (100746) 1998 ED4
(100746) 1998 ED4 es un asteroide perteneciente al cinturón de asteroides descubierto el 2 de marzo de 1998 por el equipo del Spacewatch desde el Observatorio Nacional de Kitt Peak, Arizona, Estados Unidos.

## Designación y nombre
Designado provisionalmente como 1998 ED4.

## Características orbitales
1998 ED4 está situado a una distancia media del Sol de 2,310 ua, pudiendo alejarse hasta 2,700 ua y acercarse hasta 1,919 ua. Su excentricidad es 0,169 y la inclinación orbital 2,498 grados. Emplea 1282,47 días en completar una órbita alrededor del Sol.

## Características físicas
La magnitud absoluta de 1998 ED4 es 16,4. 